# لايد باك كامب موفي
لايد باك كامب موفي (باليابانية: 映画 ゆるキャン△، بالروماجي: Eiga Yurukyan) (بالإنجليزية: Laid-Back Camp Movie)‏ وعرف أيضا بأسم يورو كامب موفي هو فيلم أنمي ياباني من إخراج يوشياكي كيوغوكو ومن تأليف جين تاناكا وموتسومي إيتو ومن إنتاج سي-ستيشن. الفيلم مقتبس من
مانغا لايد باك كامب. عرض الفيلم في طوكيو في 19يونيو عام 2022، وعض في اليابان في 1 يوليو عام 2022.

## القصة
تدور أحداث القصة عن طلاب المدرسة الثانوية
ناديشيكو كاغاميهارا ورين شيما وشياكي أوجاكي وأوي إينوياما وإينا سايتو ومستشار نادي الأنشطة الخارجية مينامي توبا، الذين يذهبون للتخييم في ليلة رأس السنة، ويناقشون فكرة التخييم مرة أخرى في المستقبل.

## الأداء الصوتي
ناديشيكو كاغاميهارا
أداء صوتي: يوميري هاناموري
رين شيما
أداء صوتي: ناو توياما
تشياكي أوغاكي
أداء صوتي: سايوري هارا
آوي إينوياما
أداء صوتي: أكي تويوساكي
إينا سايتو
أداء صوتي: ريي تاكاهاشي
كاريا
أداء صوتي: كينتارو توني
رئيس تحرير
أداء صوتي: يوتاكا أوياما
كوماكي
أداء صوتي: ناتسو يوريتا
شيراكاوا
أداء صوتي: يوجي أويدا
أوكازاكي
أداء صوتي: يوهي تادانو
ساكورا كاغاميهارا
أداء صوتي: مارينا إينوي
شوتشيرو كاغاميهارا
أداء صوتي: شينتارو أوهاتا
شيزوكا كاغاميهارا
أداء صوتي: نوزومي ياماموتو
واتارو شيما
أداء صوتي: تاكاهيرو ساكوراي
ساكي شيما
أداء صوتي: كاوري ميزوهاشي
مينامي توبا
أداء صوتي: شيزوكا إيتو
أيانو توكي
أداء صوتي: تومويو كوروساوا
أكاري إينوياما
أداء صوتي: ريساي ماتسودا [الإنجليزية]
هاجيمي شينشيرو / الراوي
أداء صوتي: أكيو أوتسوكا

## وصلات خارجية
- الموقع الرسمي باللغة اليابانية
- لايد باك كامب موفي على موقع IMDb (الإنجليزية)
- لايد باك كامب موفي على موقع روتن توميتوز (الإنجليزية)
- لايد باك كامب موفي على موقع قاعدة بيانات الفيلم (الإنجليزية)
- لايد باك كامب موفي على موقع ليتربوكسد (الإنجليزية)
- لايد باك كامب موفي على موقع كينوبويسك (الروسية)
- لايد باك كامب موفي على موقع ANN anime (الإنجليزية)